# Palais Valada-Azambuja
 (janvier 2023).

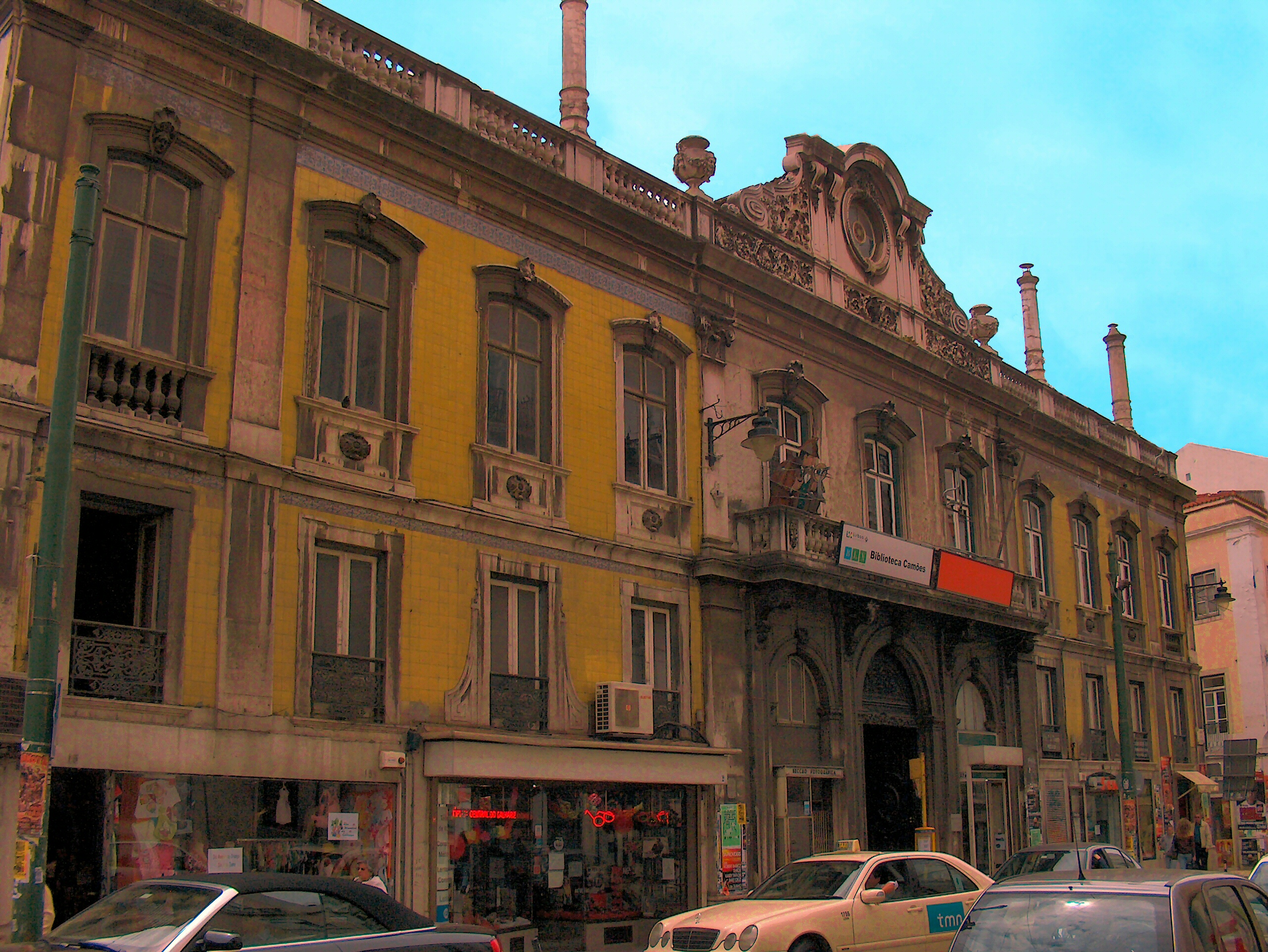
Façade du Palais Valada-Azambuja

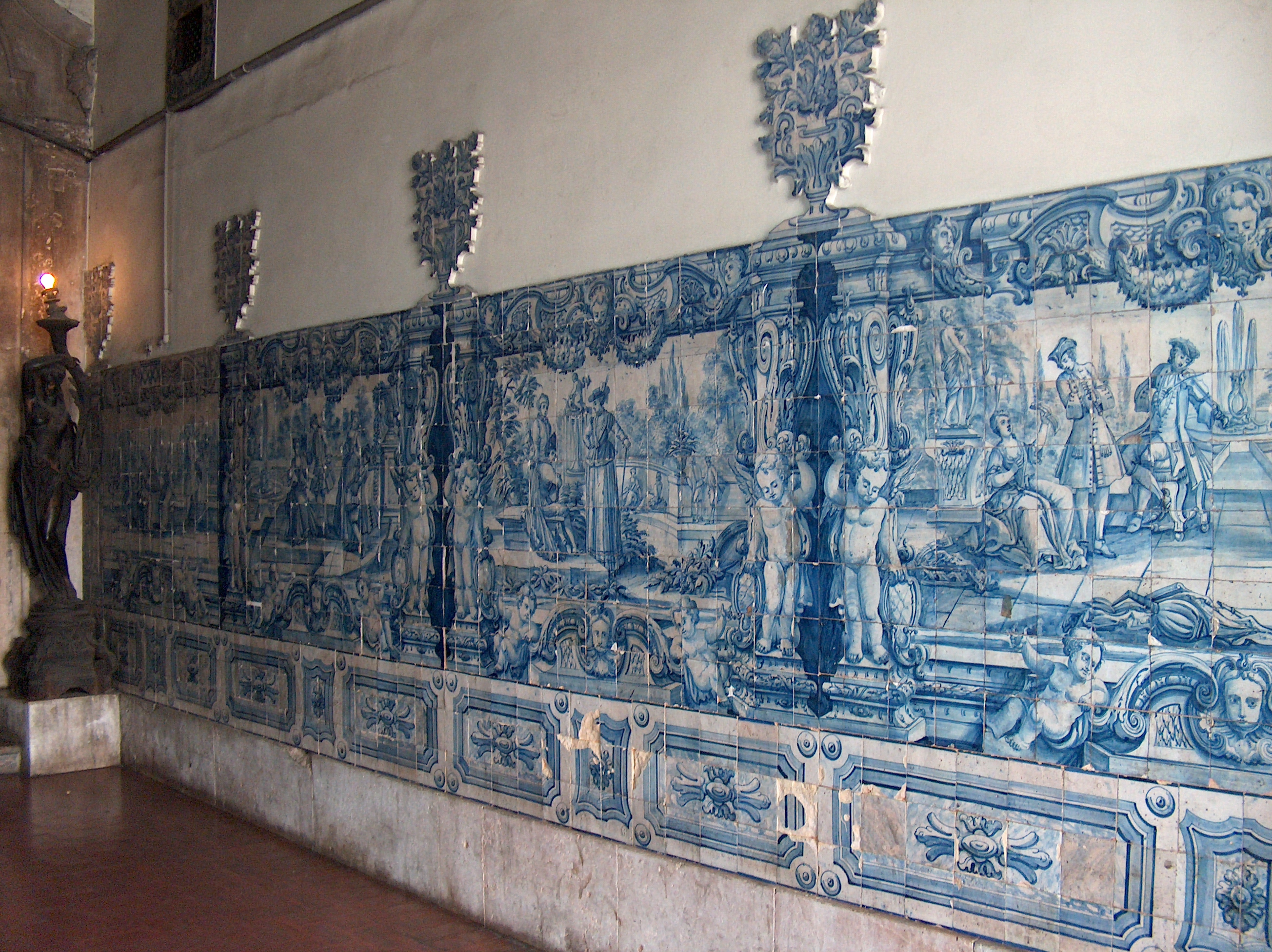
Azulejos dans l'atrium du palais Valada-Azambuja

Le Palais Valada-Azambuja ou Palais des Comtes d'Azambuja, parce qu'il leur appartenait, est situé dans le quartier de São Paulo, à Lisbonne.
Il est classé « immeuble d'intérêt public » depuis 1982 et fait partie intégrante du classement du funiculaire de Bica et de ses environs comme monument national, depuis 2002. Il fait également partie de l'inventaire municipal du patrimoine du plan directeur municipal de Lisbonne.
Dans le hall d'entrée, on trouve une série d'azulejos du XVIIe siècle recouvrant les deux murs.

## Histoire
Sur ce site, il y avait une maison et une ferme appartenant à D. Álvaro Vaz de Almada avant sa mort dans la bataille d'Alfarrobeira. En 1449, l'ensemble passa à son beau-frère et opposant politique Álvaro Pires de Távora, qui construisit un Palais sur les maisons existantes.
Le palais a été entièrement reconstruit après sa destruction lors du tremblement de terre de 1755 et lorsqu'il s'est effondré, l'ambassadeur d'Espagne, qui y résidait à l'époque, y est décédé.
En 1791, le marquis de Pombal - Sebastião José de Carvalho e Melo - vivait dans le palais parce qu'il était marié à une sœur Menezes.
Étant en possession de la famille Távoras plus de trois siècles plus tard, il a subi plusieurs modifications.
À la fin du XIXe siècle, il subit plusieurs autres modifications, tout en conservant sa façade aux caractéristiques d'un palais du XVIIIe siècle.
En 1880, Eça de Queiroz écrit sur lui dans « O Mandarim », dans lequel il fait référence à son « Palacete Amarelo ao Loreto », où se déroulaient « quelques-unes des fêtes les plus célèbres » de Lisbonne.
Plus tard, en 1922, le bâtiment fut vendu à l'antiquaire M. Manuel Henriques de Carvalho, où il installe le siège du journal « A Lucta ».
À partir de 1925, il fut occupé par la bibliothèque municipale Camões.
En 1936, le Palais subit des travaux et devint les locaux des 7e et 9e tribunaux correctionnels de Lisbonne.
Actuellement, la bibliothèque municipale Camões est située dans le palais Valada-Azambuja, en plus d'une partie de sa superficie utilisée comme résidence de courte durée.